# این منم
«این منم» (به انگلیسی: Das Me) نخستین تک‌آهنگ از رپر آمریکایی بروک کندی می‌باشد که در ۱۶ اکتبر سال ۲۰۱۲ به‌عنوان تک‌آهنگ تنها منتشر گردید.